# فرانک کرامر (بازیکن فوتبال، زاده ۱۹۷۲)
فرانک کرامر (انگلیسی: Frank Kramer؛ زادهٔ ۳ مهٔ ۱۹۷۲) بازیکن سابق فوتبال و مربی اهل آلمان است.
از باشگاه‌هایی که در آن بازی کرده‌است می‌توان به باشگاه فوتبال بایرن مونیخ ۲ و باشگاه فوتبال نورنبرگ اشاره کرد.